# Alboin van Spoleto
Alboin van Spoleto was kortstondig hertog van Spoleto van 757 tot 758, tijdens een rebellie tegen koning Desiderius, koning der Longobarden over heel Italië.

## Context
In 751 veroverde koning Aistulf het Exarchaat Ravenna en daarna veroverde hij het Hertogdom Spoleto en schafte de titel van hertog af; het hertogdom Spoleto hing rechtstreeks af van de IJzeren Kroon der Longobarden. In 756 stierf Aistulf onverwacht door een val van zijn paard. Zijn broer Ratchis, een monnik, werd uit de Abdij van Monte Cassino gehaald om de troon te bezetten. Ratchis' tegenstander was de ambitieuze legeraanvoerder in Toscane, Desiderius.

## Rebellie

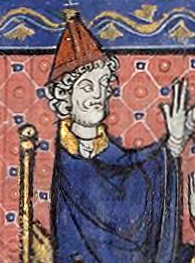
Paus Stefanus II steunde de rebellie van hertog Alboin voor meer zelfstandigheid voor Spoleto.

In de context van de zwakke koning-monnik Ratchis versus de veldheer Desiderius, verscheen de tot dan toe onbekende Alboin in Spoleto (757). Edellieden verkozen Alboin tot hertog van Spoleto, de eerste hertog in zes jaren. De verkiezing van Alboin gebeurde zonder medeweten en dus zonder goedkeuring van koning Ratchis. Het betekende een rebellie tegen de koning der Longobarden, een rebellie die gans Zuid-Italië dreigde af te scheuren. Paus Stefanus II zat hierachter. Stefanus II stookte op twee fronten tegelijkertijd in het Longobardenrijk. In Zuid-Italië, in Spoleto, steunde Stefanus II de rebellie van Alboin en in het noordelijk deel liet hij koning Ratchis verwijderen. Desiderius zette koning Ratchis af en stuurde hem terug naar de abdij van Monte Cassino. Desiderius werd koning der Longobarden met instemming van paus Stefanus II.
Ondertussen boden hertog Alboin en de adel in Spoleto hun hertogdom aan aan koning Pepijn de Korte, koning der Franken. Zij verlangden naar zelfstandigheid voor Spoleto en deze verkregen ze beter met een verre koning benoorden de Alpen dan met een nabije koning in Pavia. Pepijn de Korte had hier evenwel niet om gevraagd. Daarom legde paus Stefanus II in een brief aan Pepijn de Korte haarfijn uit wat er aan de gang was: de hand van de Heilige Petrus en de machtige arm van Pepijn hebben samen een hertogdom geschapen (citaat).
Koning Desiderius greep in. Zijn leger marcheerde zuidwaarts, door het Exarchaat van Ravenna, naar Spoleto. Desiderius zette Alboin af en Spoleto werd geplunderd, Alboins garnizoen werd opgedoekt, Alboins hovelingen vermoord of verminkt. Alboin vond de dood tijdens het herstel van de koninklijke macht in Spoleto. Desiderius benoemde zijn eigen stroman, Gisulf van Spoleto, tot hertog.